# Berkheya rhapontica
Berkheya rhapontica là một loài thực vật có hoa trong họ Cúc. Loài này được (DC.) Hutch. & Burtt Davy mô tả khoa học đầu tiên năm 1935.